# Mycetophila pseudopenai
Mycetophila pseudopenai är en tvåvingeart som beskrevs av Duret 1981. Mycetophila pseudopenai ingår i släktet Mycetophila och familjen svampmyggor. Inga underarter finns listade i Catalogue of Life.